# Rinaldo d'Este (duca di Modena e Reggio)
Rinaldo d'Este (Modena, 25 aprile 1655 – Modena, 26 ottobre 1737) fu duca di Modena e Reggio dal 1695 al 1737 e cardinale.

## Biografia

### Infanzia ed educazione
Ultimogenito del duca Francesco I d'Este, Rinaldo (di costituzione già debole e malata), venne destinato come la prassi richiedeva alla carriera ecclesiastica. Fedele studioso, venne avviato agli studi scientifici e di filosofia all'Università di Modena.

### Carriera ecclesiastica
Papa Innocenzo XI lo creò cardinale diacono nel concistoro del 2 settembre 1686, dal momento che il papa gli aveva concesso una speciale dispensa per non aver ancora ricevuto gli ordini minori al tempo della propria promozione al cardinalato, aggravata dal fatto di avere uno zio nel Sacro Collegio dei Cardinali. Il 20 dicembre 1688 ricevette la porpora cardinalizia ed il titolo diaconale di Santa Maria della Scala. Prese parte al conclave del 1689 che elesse papa Alessandro VIII e nuovamente a quello del 1691 che elesse Innocenzo XII.
La situazione nel ducato per la famiglia d'Este intanto diveniva tragica in quanto era ormai chiaro che suo nipote Francesco II sarebbe morto senza eredi e come tale, il 21 marzo 1695 papa Innocenzo XII accettò le sue dimissioni dalla carriera ecclesiastica consentendogli di preservare la casata d'Este al trono di Modena e Reggio.

### Ascesa al Ducato
Salito al trono poco dopo le sue dimissioni, in seguito alla morte di Francesco II, ottenne il governo del Ducato di Modena e Reggio e prese pieno potere, ma rimaneva la necessità quasi immediata di trovare moglie per il nuovo duca, una necessità che data la sua carriera ecclesiastica non si era mai posta.

### Matrimonio

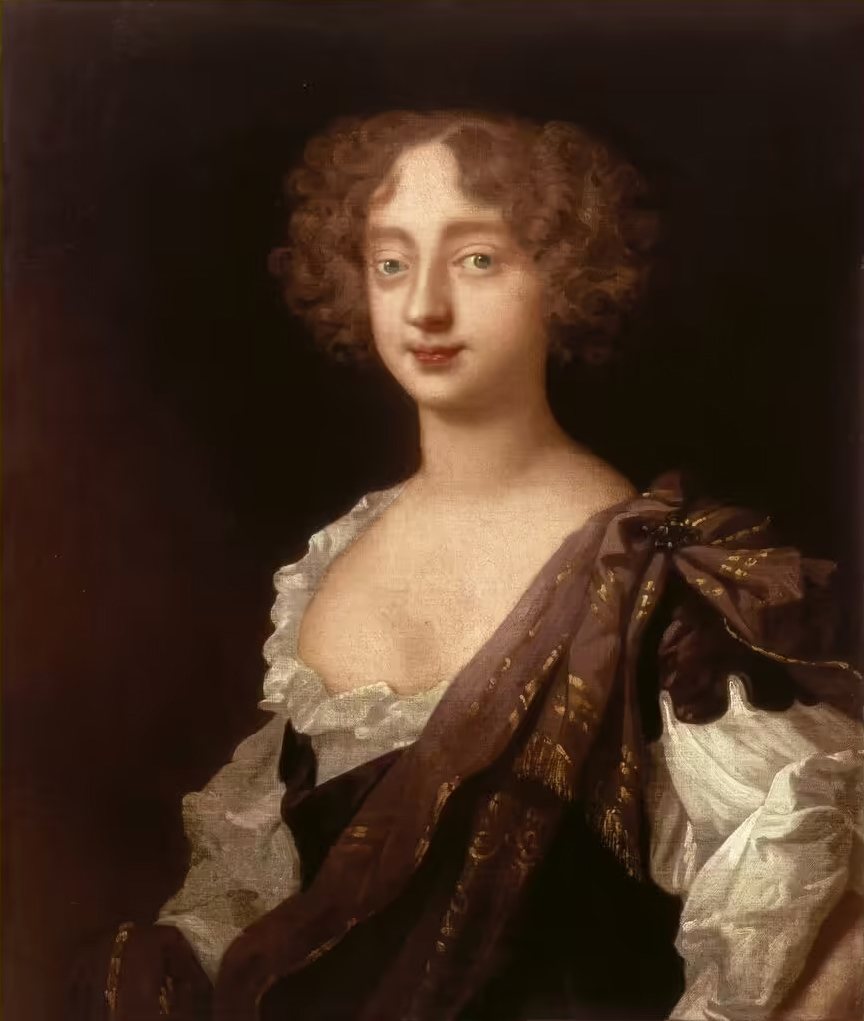
Carlotta Felicita di Brunswick-Lüneburg.

Fu così che Rinaldo sposò Carlotta Felicita di Brunswick-Lüneburg, figlia di Giovanni Federico di Brunswick-Lüneburg e di Benedetta Enrichetta del Palatinato, cugina di re Giorgio I di Gran Bretagna. Dopo 600 anni Este e Welfen (nelle ramificazioni discendenti Brunswick-Lüneburg e Hannover) si unirono nuovamente grazie a questo matrimonio. Nel 1699 la cognata Guglielmina Amalia, principessa di Braunschweig-Lüneburg, sposò a Modena il figlio dell'imperatore Leopoldo I, Giuseppe (1678 – 1711), che diverrà a sua volta imperatore, imparentando così Rinaldo anche con gli Asburgo. Tramite la zia della moglie, Anna del Palatinato, che aveva sposato, nel 1663, Enrico Giulio principe di Condé, Rinaldo era pure imparentato con la casa reale francese, seppur soltanto attraverso un ramo cadetto.

### Duca di Modena e Reggio

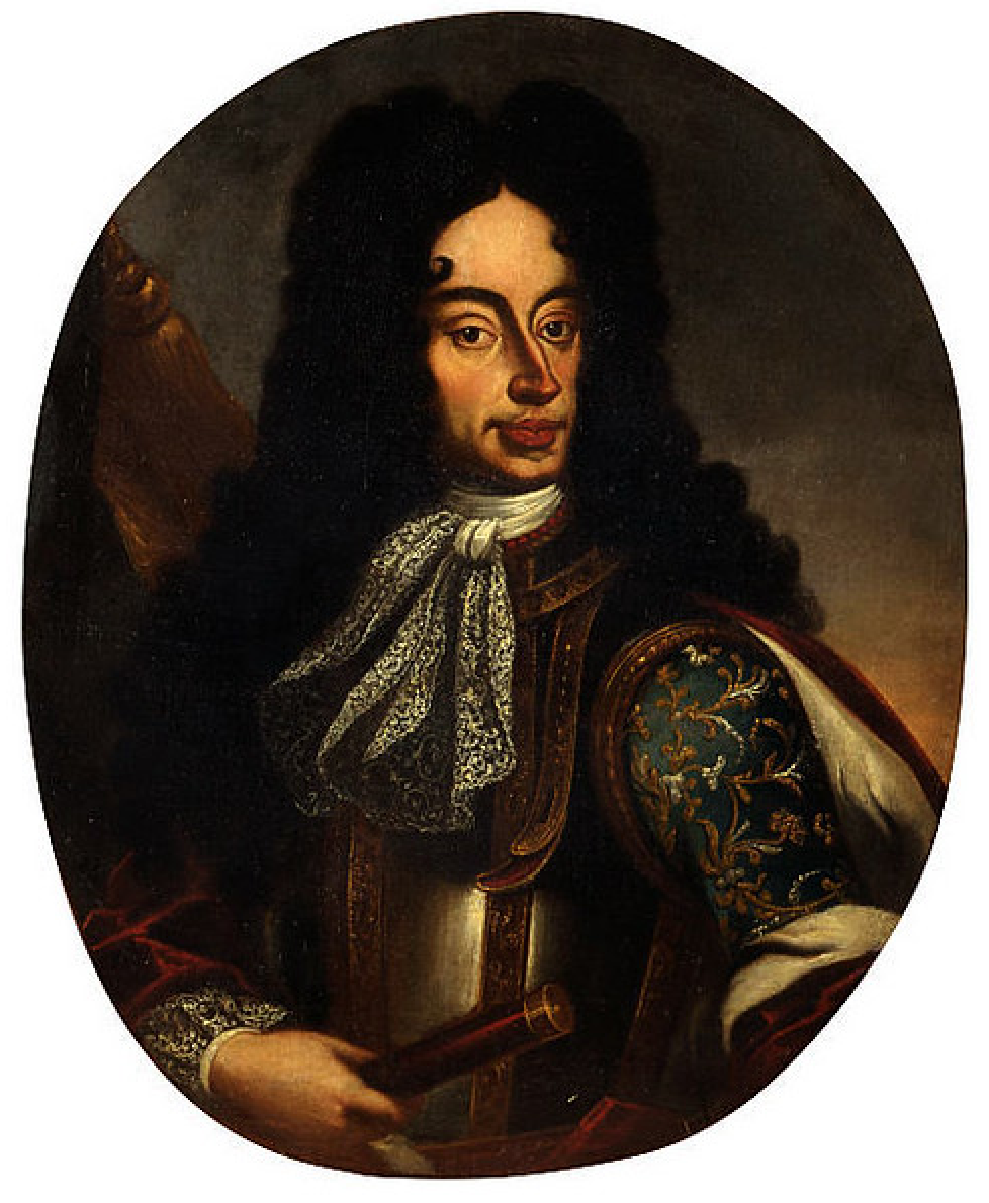
Rinaldo d'Este, duca di Modena e Reggio, ritratto nel XVIII secolo

Per cercare di sollevare le condizioni del popolo minuto, che la crisi economica aveva letteralmente ridotto alla fame, controllò strettamente il mercato del grano, arrestando anche alcuni nobili che ne facevano aggiotaggio, ed il prezzo diminuì sensibilmente.
Continuarono gli acquartieramenti alemanni, ma egli stabilì, per il loro mantenimento, imposte ai feudatari, alle quali si assoggettò lui medesimo, e migliorarono così le condizioni di vita dei contadini.
La morte di Carlo II di Spagna scatenò la Guerra di successione spagnola che ancora una volta portò lutti e miserie in Italia. Rinaldo cercò di barcamenarsi alla meno peggio, dichiarandosi nominalmente neutrale, ma il 1º agosto 1702 i Francesi entrano in Modena da Reggio, ove avevano costretto alla fuga i tedeschi, e Rinaldo dovette fuggire a Bologna.
Nel 1703 l'invasione si convertì in conquista, sciogliendo la Reggenza, ma nel frattempo le sorti del conflitto stavano mutando, con i Savoia che abbandonarono la Francia per schierarsi con l'Austria.
Nel novembre 1706 i tedeschi assalirono Modena ed assediarono i Francesi nella Cittadella. Questi si arresero nel febbraio 1707; il Duca era fra gli assedianti ed ottenne un trattamento onorevole per gli assediati. Nelle faticose trattative di pace acquistò dall'Impero (per 200 000 doppie di Spagna) il Ducato della Mirandola, confiscato al filo-francese duca Francesco Maria II Pico (decaduto pe fellonia dopo l'assedio della Mirandola del 1705), e tentò un riavvicinamento alla Francia mediante il matrimonio dell'erede al trono Francesco con Carlotta Aglaia di Borbone-Orléans, la figlia di Filippo II d'Orléans. Andarono invece a vuoto i reiterati tentativi di ottenere Comacchio, annesso al Ferrarese, ma feudo imperiale, nonostante le dotte perorazioni di Ludovico Antonio Muratori.
Il matrimonio del figlio fu fonte di infiniti guai e preoccupazioni per Rinaldo: la nuora era quanto di più capriccioso e licenzioso si potesse immaginare, e con entrambi i rapporti si fecero presto tesi; per loro fece costruire una principesca residenza a Rivalta, presso Reggio Emilia, pur di non averli a Palazzo Ducale.
Le finanze ducali non si riebbero più dall'esborso delle 200 000 doppie (oltre una tonnellata d'oro) pagate per l'acquisto della Mirandola: la lira modenese e la lira reggiana si indebolirono, mentre crebbe il disordine monetario a causa di emissioni di monete svalutate. A questi problemi si aggiunsero poi le ingenti spese per la costruzione della villa di Rivalta ove andò poi a risiedere il figlio Francesco con la moglie Carlotta, un complesso che, a detta dei contemporanei, rivaleggiava per sfarzo con Versailles.
Nel 1728, con il matrimonio della figlia Enrichetta con l'ultimo Farnese di Parma, Antonio, Rinaldo cercò la prospettiva di ingrandire il proprio Stato ad occidente, ma dopo poco il genero morì senza eredi e Parma passò ai Borboni.

### Ultimi tempi e morte
Nel 1733 scoppiò la Guerra di successione polacca ed il Duca, pur dichiarandosi neutrale, segretamente parteggiava per l'Impero. Per un breve periodo fu costretto ancora una volta dai Francesi a rifugiarsi a Bologna, ma con la pace del 1736 tornò a Modena ed ottenne, il 12 ottobre 1737, per i servigi resi all'Impero, la Contea di Novellara e Bagnolo. Pochi giorni dopo morì, lasciando la reggenza alle figlie nubili Benedetta e Amalia, poiché il figlio Francesco era in Ungheria al servizio dell'imperatore Carlo VI a combattere i Turchi.

## Discendenza
Rinaldo e Carlotta ebbero sette figli:
- Benedetta Maria (18 agosto 1697 – 17 settembre 1777);
- Francesco (1698 – 1780), duca di Modena e Reggio dal 1737, sposò nel 1720 Carlotta d'Orléans (1700 – 1761), figlia del duca Filippo II d'Orléans, Reggente di Francia;
- Amalia Giuseppina (28 luglio 1699 – 5 luglio 1778);
- Gianfederico (1º settembre 1700 –  24 aprile 1727);
- Enrichetta (27 maggio 1702 – 30 gennaio 1777); sposò il 5 febbraio 1728 Antonio Farnese (1679 – 1731), duca di Parma; rimasta vedova di quest'ultimo, sposò in seconde nozze il 2 settembre 1740 Leopoldo d'Assia-Darmstadt (1708 – 1763);
- Clemente (20/23 aprile 1708);
- una figlia nel settembre 1710, deceduta subito dopo la nascita.

## Ascendenza
|                    |                 |                            | Genitori                       |  |  | Nonni |  |  | Bisnonni      |  |  | Trisnonni      |  |
|                    |                 |                            |                                |  |  |       |  |  | Cesare d'Este |  |  | Alfonso d'Este |  |
|                    |                 |                            |                                |  |  |       |  |  | Cesare d'Este |  |  | Alfonso d'Este |  |
|                    |                 | Giulia Della Rovere        |                                |  |  |       |  |  | Cesare d'Este |  |  |                |  |
| Alfonso III d'Este |                 |                            |                                |  |  |       |  |  | Cesare d'Este |  |  |                |  |
|                    |                 | Virginia de' Medici        | Cosimo I de' Medici            |  |  |       |  |  |               |  |  |                |  |
|                    |                 | Virginia de' Medici        | Cosimo I de' Medici            |  |  |       |  |  |               |  |  |                |  |
|                    |                 | Virginia de' Medici        | Camilla Martelli               |  |  |       |  |  |               |  |  |                |  |
| Francesco I d'Este |                 | Virginia de' Medici        |                                |  |  |       |  |  |               |  |  |                |  |
|                    |                 | Carlo Emanuele I di Savoia | Emanuele Filiberto I di Savoia |  |  |       |  |  |               |  |  |                |  |
|                    |                 | Carlo Emanuele I di Savoia | Emanuele Filiberto I di Savoia |  |  |       |  |  |               |  |  |                |  |
|                    |                 | Carlo Emanuele I di Savoia | Margherita di Valois           |  |  |       |  |  |               |  |  |                |  |
| Isabella di Savoia |                 | Carlo Emanuele I di Savoia |                                |  |  |       |  |  |               |  |  |                |  |
|                    |                 | Caterina Michela d'Asburgo | Filippo II di Spagna           |  |  |       |  |  |               |  |  |                |  |
|                    |                 | Caterina Michela d'Asburgo | Filippo II di Spagna           |  |  |       |  |  |               |  |  |                |  |
|                    |                 | Caterina Michela d'Asburgo | Elisabetta di Valois           |  |  |       |  |  |               |  |  |                |  |
| Rinaldo d'Este     |                 | Caterina Michela d'Asburgo |                                |  |  |       |  |  |               |  |  |                |  |
|                    | Carlo Barberini | Antonio Barberini          |                                |  |  |       |  |  |               |  |  |                |  |
|                    | Carlo Barberini | Antonio Barberini          |                                |  |  |       |  |  |               |  |  |                |  |
|                    | Carlo Barberini | Camilla Barbadori          |                                |  |  |       |  |  |               |  |  |                |  |
| Taddeo Barberini   | Carlo Barberini |                            |                                |  |  |       |  |  |               |  |  |                |  |
|                    |                 | Costanza Magalotti         | Vincenzo Magalotti             |  |  |       |  |  |               |  |  |                |  |
|                    |                 | Costanza Magalotti         | Vincenzo Magalotti             |  |  |       |  |  |               |  |  |                |  |
|                    |                 | Costanza Magalotti         | Clarice Capponi                |  |  |       |  |  |               |  |  |                |  |
| Lucrezia Barberini |                 | Costanza Magalotti         |                                |  |  |       |  |  |               |  |  |                |  |
|                    |                 | Filippo I Colonna          | Fabrizio Colonna               |  |  |       |  |  |               |  |  |                |  |
|                    |                 | Filippo I Colonna          | Fabrizio Colonna               |  |  |       |  |  |               |  |  |                |  |
|                    |                 | Filippo I Colonna          | Anna Borromeo                  |  |  |       |  |  |               |  |  |                |  |
| Anna Colonna       |                 | Filippo I Colonna          |                                |  |  |       |  |  |               |  |  |                |  |
|                    |                 | Lucrezia Tomacelli         | Girolamo Tomacelli             |  |  |       |  |  |               |  |  |                |  |
|                    |                 | Lucrezia Tomacelli         | Girolamo Tomacelli             |  |  |       |  |  |               |  |  |                |  |
|                    |                 | Lucrezia Tomacelli         | Ippolita Ruffo di Sinopoli     |  |  |       |  |  |               |  |  |                |  |
|                    |                 | Lucrezia Tomacelli         |                                |  |  |       |  |  |               |  |  |                |  |